# Микмак (язык)

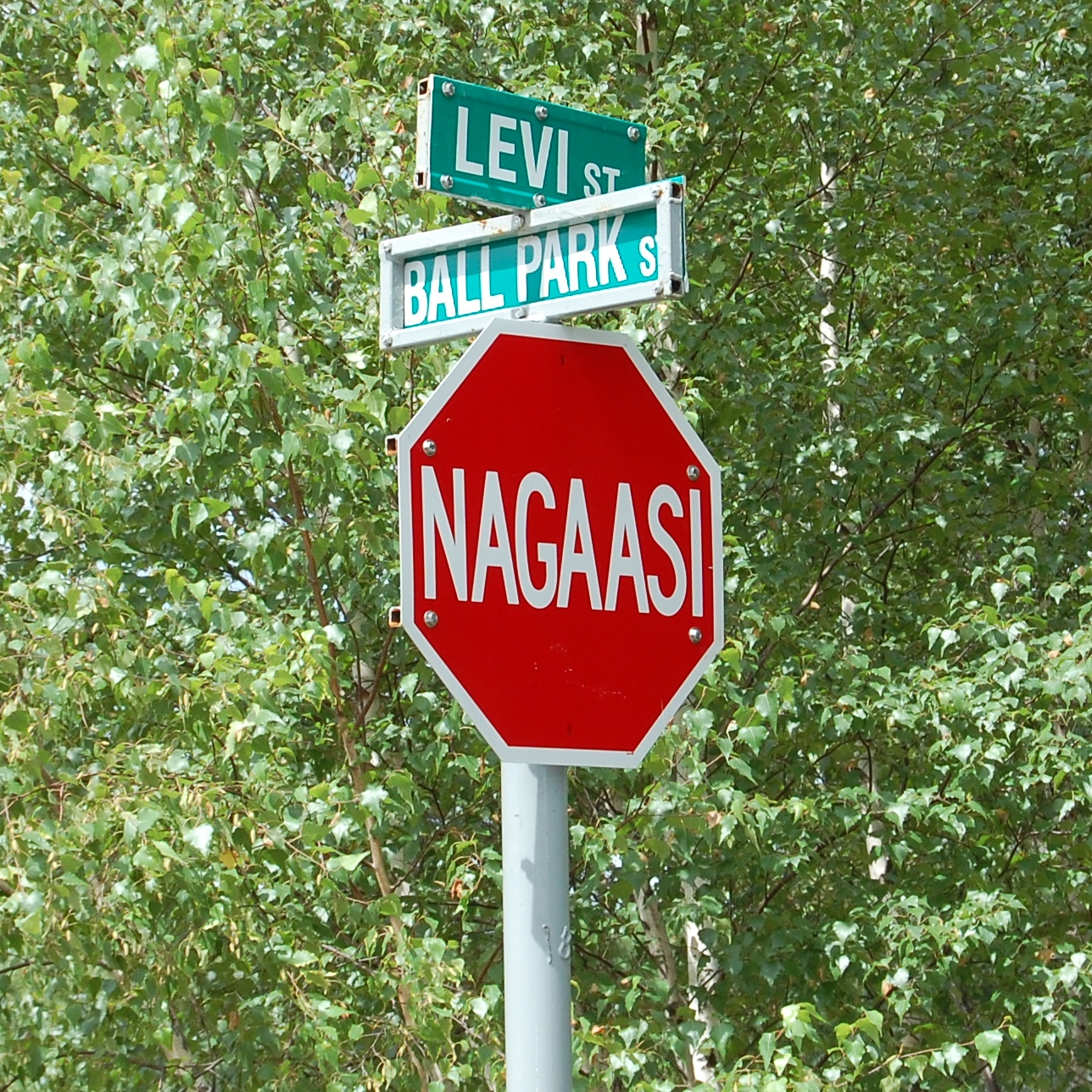
Дорожный знак STOP на языке микмак

Микмак — язык индейцев микмак, относящийся к восточной ветви алгонкинских языков и распространённый на юго-востоке Канады (8,8 тыс. носителей) и северо-востоке США (1,2 тыс.).

## Письменность
Для языка микмак использовалось собственное письмо, которое было создано французскими миссионерами на основе использовавшихся индейцами пиктограмм. 
В настоящее время язык микмак использует письменность на основе латинского алфавита:
A E I O U A' E' I' O' U' i P T J K L M N Q S W Y